# Горан Шепа
Горан Шепа, познат као Гале или Гале Кербер (Ниш, 10. септембар 1958) српски је рок музичар, певач и оснивач рок групе Кербер, с којом наступа од 1981. године. Пореклом је Крајишник, то јест Личанин, из Велике Попине код Грачаца.

## Дискографија

### Студијски албуми
1. 1983. Небо је мало за све (RTVLJ)
2. 1985. Ратне игре (RTVLJ)
3. 1986. Сеобе (ПГП РТБ)
4. 1988. Људи и богови (ПГП РТБ)
5. 1990. Пета страна света (ПГП РТБ)
6. 1996. Запис (ПГП РТС)

### Концертни албуми
1. 1989. 121288 (ПГП РТБ)
2. 1999. Unplugged (ПГП РТС)

### Синглови
1. 2003. Свети Никола

### Компилације
1. 1998. Антологија 1983 - 1998 I (Take It Or Leave It)
2. 1991. Антологија 1983 - 1998 II (Take It Or Leave It)

### Бокс сетови
1. 2009. Сабрана дела (ПГП-РТС)